# Storia d'Italia (Guicciardini)
La Storia d'Italia è un'opera storiografica del fiorentino Francesco Guicciardini, dottore in leggi e uomo politico al servizio dei papi medicei Leone X e Clemente VII. Scritta tra il 1537 e il 1540, l'opera consta di venti libri e narra gli avvenimenti accaduti tra il 1492 (anno della morte di Lorenzo il Magnifico) e il 1534 (anno della morte di Papa Clemente VII). Essa fu pubblicata per la prima volta nel 1561 a Firenze.

## Descrizione
La Storia d'Italia nasce dalla necessità di Guicciardini di verificare tramite l'esperienza della realtà storica le riflessioni condotte nei suoi Ricordi, in cui tra gli altri argomenti tratta dell'impossibilità di cogliere nella storia leggi e modelli assoluti che permettano di prevedere l'andamento degli eventi, ponendosi in contrasto con il pensiero umanista e con il Machiavelli. 
Questa verifica era in realtà iniziata nelle Cose fiorentine, opera iniziata nel 1528 ma interrotta nel 1531, perché la sua dimensione fortemente municipale era diventata  eccessivamente limitativa per l'autore, che infatti in quest'opera abbraccia la storia di tutta la penisola. Nel periodo scelto da Guicciardini si susseguono alcuni tra gli avvenimenti più dolorosi avvenuti nell'Italia rinascimentale, come la calata di Carlo VIII di Francia (1494) e il sacco di Roma (1527), che però permettono all'autore di inserire le vicende nel contesto politico europeo, in cui l'Italia, ormai in decadenza, svolge un ruolo di terra di conquista.
A differenza dei Ricordi, l'opera presenta una struttura organica e coesa, benché segua un'impostazione annalistica desunta dallo storiografo latino Cornelio Tacito, grazie all'accuratezza nella descrizione dei fatti, alla selezione e all'esame scrupoloso delle fonti. La narrazione riguarda principalmente l'analisi politica e psicologica dei grandi personaggi coinvolti negli eventi, che vengono descritti attraverso il tradizionale metodo del "ritratto", caratteristica anch'essa di stampo latino, e a cui viene data voce nelle "orazioni", interi discorsi inseriti nel tessuto dell'opera e spesso contrapposti ad altri discorsi che sostengono scelte politiche diverse, secondo il modello de La congiura di Catilina di Sallustio, in cui vengono contrapposti i discorsi di Cesare e Catone l'Uticense. Guicciardini quindi privilegia le figure storiche più rilevanti, senza alcun interesse per le sorti del popolo, da lui definito nei Ricordi «animale pazzo, pieno di mille errori, di mille confusione, sanza gusto, sanza deletto, sanza stabilità ».
Guicciardini quindi analizza con spregiudicatezza i fatti, senza mai spiegarli tramite modelli ideali o regole di validità generale, considerando la storia nel suo svolgimento e non soltanto per le conclusioni che da essa si possono trarre: in questo modo egli approda a conclusioni molto pessimistiche sulle sorti future dell'Italia, contrapposte nel proemio al felice periodo delle corti rinascimentali, e nella convinzione che la Fortuna, ovvero l'insieme degli eventi che agiscono sulla realtà, possa essere vinta dalla Virtù umana. Lo stile dell'opera è invece solenne e classicheggiante, molto diverso da quello stringato e asciutto dei Ricordi: l'autore curò inoltre molto il linguaggio usato al suo interno, adeguandolo al modello proposto dal Bembo nelle Prose della volgar lingua.

## Edizioni antiche
- Francesco Guicciardini, L'historia d'Italia di M. Francesco Gvicciardini gentil'hvomo fiorentino, vol. I (capp.1-8) e vol. II (capp.9-16), Firenze, Lorenzo Torrentino, 1561.
- Francesco Guicciardini, La Historia d'Italia di m. Francesco Guicciardini gentil'huomo fiorentino ... Con l'aggiunta de' sommarij à libro per libro: & con le annotationi in margine ... fatte dal reuerendo padre Remigio fiorentino ..., Venezia, Nicolò Bevilacqua, 1563.
- Francesco Guicciardini, Dell'historia d'Italia ... gli ultimi 4 libri non piu stampati, Venezia, Gabriele Giolito de' Ferrari, 1564.
- Della Historia D'Italia ... libri XX ... con un discorso di M. Curtio Marinello, Venezia, Giovanni Antonio Bertano, 1580.
- La historia d'Italia di Francesco Guicciardini divisa in venti libri ... Aggiuntoni la Vita dell'Auttore scritta da M. Remigio Fiorentino, Venezia, Nicolò Polo e Francesco Rampazetto, 1610.

## Edizioni moderne
- Storia d'Italia (5 voll.), a cura di Costantino Panigada, Bari, Laterza, 1929.
- Opere, vol. I, a cura di Roberto Palmarocchi, Collana Classici, Milano-Roma, Rizzoli, 1941.
- Storia d'Italia (3 voll.), a cura di Silvana Seidel Menchi, saggio introduttivo di Felix Gilbert, Collana i millenni, Torino, Einaudi, 1971, ISBN 978-88-063-0627-4.
- Opere, volume II: Storia d'Italia, libri I-X, a cura di Emanuella Lugnani Scarano, Collezione Classici Italiani n.18 bis/2, Torino, UTET, 1980-1987, ISBN 978-88-020-3537-6.
- Opere, volume III: Storia d'Italia, libri XI-XX, a cura di Emanuella Lugnani Scarano, Collezione Classici Italiani n.18/3, Torino, UTET, 1980-1987, ISBN 978-88-020-3537-6.
- Storia d'Italia (3 voll.), introduzione di Emilio Pasquini, presentazione e note di Ettore Mazzali, Collana Grandi Libri n.363-364-365, Milano, Garzanti, 1988-2006, ISBN 978-88-11-51950-8.
- Storia d'Italia (3 voll.), a cura di Ugo Dotti, Collana Biblioteca, Torino, Aragno, 2015, ISBN 978-88-841-9724-5.
- Storia d'Italia, versione nella lingua italiana di oggi e cura di Claudio Groppetti, 2 voll., Collana Studi, Novara, Interlinea, 2019, ISBN 978-88-685-7320-1.